# Tephritis daedala
Tephritis daedala
 es una especie de insecto díptero que Hardy describió científicamente por primera vez en el año 1964.
Esta especie pertenece al género Tephritis de la familia Tephritidae.